# Evan Evagora
Evan Evagora (* 10. srpna 1996 Melbourne, Victoria, Austrálie) je australský herec.
Během studií na střední škole se věnoval boxu a australskému fotbalu, k jeho zálibám však patřilo i divadlo a psaní her. Začal studovat filmovou školu v jižním Melbourne, kde jej objevila herecká agentura a následně se přestěhoval do Los Angeles. V televizi debutoval v roce 2019 drobnou rolí v australském seriálu Tajné město, roku 2020 se poprvé představil v americkém filmu Fantasy Island. Hlavní roli ztvárnil v seriálu Star Trek: Picard (od 2020).